# Parfait Mandanda
Parfait Mandanda (Nevers, 10 de outubro de 1989) é um futebolista da República Democrática do Congo nascido na França. Atua como goleiro.
É irmão de Steve Mandanda, goleiro da Seleção Francesa e do Olympique de Marseille.

## Carreira em clubes
Foi revelado pelo SM Caen, onde atuou pelas categorias de base. Em 2001, foi para o Bordeaux, sendo alçado ao time principal em 2008.
Sem chances nos Girondinos (era apenas a sexta opção ao gol), foi cedido por empréstimo ao AS Beauxais, que comprou seu passe ainda em 2009, mas só disputou duas partidas (uma no período de empréstimo, outra depois de ter sido contratado em definitivo). Antes, Mandanda recusou uma proposta do Ipswich Town, da Segunda Divisão inglesa.
Com espaço reduzido no Beauvais, foi liberado em 2010 para assinar com outro clube, e o goleiro escolheu como destino a Turquia, mais precisamente o Altay SK, da Segunda Divisão, disputando 12 jogos. Desde 2011, Mandanda defende o clube belga Charleroi.

## Seleção
Desde 2008, Mandanda defende a Seleção da República Democrática do Congo, mas chegou a ser convocado para a Seleção Francesa Sub-21 em 2007.
Sua estreia com a camisa dos Leopardos foi contra o Gabão, tendo atuado em cinco partidas desde então..

## Vida pessoal
Parfait Mandanda é o irmão mais Novo de Steve Mandanda, nascido na RD Congo e que defende a Seleção Francesa; o irmão mais novo, Rilly, também é jogador de futebol (joga na mesma função que os irmãos) e nasceu no dia seguinte ao nascimento de Parfait (11 de outubro de 1992).

## Títulos
RDC
- Campeonato Africano das Nações: 2015 - 3º Lugar.